# La Tour (Stany Zjednoczone)
Barnhart – jednostka osadnicza w Stanach Zjednoczonych, w stanie Missouri, w hrabstwie Johnson.